# Deto echinata
Deto echinata é uma espécie de Isópode de respiração aérea, ou Oniscidea, na família dos detonídeos (Detonidae). Habita as praias do sul da África e em algumas ilhas oceânicas.

## Descrição
Deto echinata se distingue por um par de "chifres" longos e curvos situados na parte de trás de cada segmento do tórax. Esses chifres são substancialmente mais longos nos machos do que nas fêmeas. Descobriu-se que o comprimento do chifre em machos está correlacionado com a condição corporal, e há a hipótese de que esse dimorfismo sexual atua como um indicador da aptidão geral e é o resultado da seleção sexual. A coloração é Marrom Escuro No Dorso, Marrom Mais Claro Em Manchas, Embaixo E Nas Extremidades. Os machos têm um comprimento médio de 30 mm, fêmeas de 22 milímetros, tornando a espécie uma das maiores da subordem.

## Distribuição
A espécie ocorre na costa da África Austral, tendo sido registada na Namíbia, África do Sul e Moçambique . Também pode ser encontrado na Ilha de Amesterdão e na Ilha de São Paulo, no sul do Oceano Índico. Habita a Zona entremarés, onde ocorre sobre ou sob rochas, geralmente associada a algas e outros materiais orgânicos à deriva.

## Ecologia
Deto echinata é colocado na subordem Oniscidea, um grupo de crustáceos que é adaptado a habitats terrestres em vez de aquáticos. A espécie passa a vida na costa, alimentando-se principalmente de algas à deriva e outros materiais vegetais lavados, mas também de carniça e pequenas presas vivas. Onde seus alcances se sobrepõem no oeste da África do Sul, os indivíduos são comumente misturados com grupos de Ligia dilatata geralmente muito mais numerosos e distantes.